# Champtonnay
Champtonnay település Franciaországban, Haute-Saône megyében. Lakosainak száma 80 fő (2022. január 1.). Champtonnay Cresancey, Arsans, Noiron, Onay, Valay és Venère községekkel határos.

## Népesség
A település népességének változása:
| Lakosok száma | 86   | 97   | 100  | 101  | 96   | 92   | 87   | 84   | 80   |
|               | 2013 | 2015 | 2016 | 2017 | 2018 | 2019 | 2020 | 2021 | 2022 |